# Carlos Darakjian
Carlos Darakjian (Montevideo, 1964) es un cantante, compositor y pianista uruguayo.
Sus composiciones han sido definidas como pertenecientes a la “Nueva Canción Popular Uruguaya”, cuyos textos, ritmos y climas evidencian una notoria raíz nacional y latinoamericana. 
Desde 1985 ha compartido escenario y grabaciones con reconocidos artistas nacionales y extranjeros: Silvio Rodríguez, Fernando Cabrera, Alberto Wolf, Gerardo Alfonso, Santiago Feliú, Salvador Ojeda, Abel García, Pablo Estramín, entre otros. En 2000 realizó el espectáculo "Piano Bar" junto al escritor Horacio Bernardo.
En los últimos tiempos ha recorrido con su música Argentina, Brasil, Paraguay y Cuba.
Durante el año 2006, participa como músico invitado en los recitales brindados en Uruguay por: Los Nocheros, José Luis Perales, Pablo Milanés y Joaquín Sabina, este último ante la presencia de 25.000 personas.
Ese mismo año tiene lugar el lanzamiento de su disco Darakjian, en espacio de arte La Colmena. El mismo incluye “La mariposa, la estrella y el río”, grabada en los estudios Abdala de la ciudad de La Habana, junto a Silvio Rodríguez y cuenta con la participación de Daniel Lasca en violín y Lucrecia Basaldúa en chelo, ambos integrantes de la Orquesta Filarmónica de Montevideo. Con motivo del lanzamiento de este quinto disco solista, el cantautor realizó junto a su banda una gira por 14 ciudades de Uruguay, cerrando la misma en la Sala Zitarrosa de Montevideo.

## Discografía
- Fauna (con Banda Abril. Sello "Perro Andaluz". 1996)
- Nuevo París (edición independiente. Junto a la banda Los Tripulantes, y contó con la  participación de Alberto "Mandrake" Wolf. Lanzamiento en Teatro AGADU. Marzo de 1999)
- Artesano (con Los Tripulantes, editado por el sello Ayuí. Lanzamiento en Sala Zitarrosa. Diciembre de 1999)
- Fachadas (edición independiente. Grabado en vivo en Sala Zitarrosa con la participación especial de Fernando Cabrera. Abril de 2002)
- Peregrino (edición independiente. El recital de lanzamiento fue en el Teatro Victoria. Noviembre de 2004)
- Darakjian (edición En Breve Discos. Mayo de 2006)